# Hypnum mittenohamatum
Hypnum mittenohamatum là một loài Rêu trong họ Hypnaceae. Loài này được B.C. Tan mô tả khoa học đầu tiên năm 1992.